# Каміль Бортнічук
Каміль Бортнічук (нар. 11 червня 1983, Глухолази, Польща) — польський політик, депутат VIII та IX Сейму від політичної партії "Угода ", депутатського клубу "Право і справедливість " у коаліції « Об'єднана правиця».. Він представляє Опольський виборчий округ. У жовтні 2021 року він став міністром спорту і туризму Польщі.

## Міністр спорту і туризму Польщі
26 жовтня 2021 року він став міністром спорту і туризму Польщі.
У квітні 2022 року, після російського вторгнення в Україну в 2022 році, він заявив, що Польща хоче, щоб Росія була виключена з усіх спортивних федерацій під керівництвом Міжнародного олімпійського комітету, доки в Україні не буде відновлено мир і Україна не отримає компенсацію за вторгнення.
У лютому 2023 заявив, що Польща готова бойкотувати Олімпійські ігри в Парижі, якщо російських спортсменів допустять до змагань.
Польща та країни Балтії вважають, що можуть створити коаліцію з 40 країн, які готові бойкотувати Олімпіаду.

## Особисті та ранні роки
У 2002 році вступив до партії "Право і справедливість". У 2006 році був обраний депутатом міської ради в Глухолазах за списком PiS. Він покинув партію після конфлікту між Славоміром Клосовським і Мечиславом Валькевичем, з яким раніше працював.
У 2007 році закінчив навчання з теми міжнародні відносини у Вроцлавському університеті, а в 2017 році — право в Гданському університеті.
Він одружений з Анною, має трьох доньок, Мілену, Люцію та Сару, а також сина Юліана.